# Ava Acres
Ava Acres (nacida el 13 de mayo de 2004) es una actriz estadounidense. Interpretó a la joven Regina en Érase una vez y también apareció en Agents of S.H.I.E.L.D. como Katya Belyakov, la principal antagonista del episodio "Melinda". Además, ha interpretado a Madeline en la temporada 5 de la serie de televisión American Horror Story, y a la joven Rebecca en la serie de comedia Crazy Ex-Girlfriend. La hermana mayor de Acres, Isabella, también es actriz.

## Filmografía

### Papeles de voz en el cine
| Año  | Título                   | Papel   | Notas             |
| ---- | ------------------------ | ------- | ----------------- |
| 2011 | Happy Feet 2             | Erik    |                   |
| 2014 | El recuerdo de Marnie    | Sayaka  | Doblaje en inglés |
| 2016 | Angry Birds: la película | Timothy |                   |

### Papeles de acción real en el cine
| Año  | Título                       | Papel             |
| ---- | ---------------------------- | ----------------- |
| 2012 | Jobs                         | Joven Lisa Jobs   |
| 2013 | The Devil's in the Details   | Chloe             |
| 2013 | Free Ride                    | Shell             |
| 2014 | White Bird in a Blizzard     | Kat de 8 años     |
| 2014 | At the Devil's Door          | Chica             |
| 2014 | The Face of an Angel         | Bea               |
| 2016 | Holidays                     | Chica             |
| 2016 | Term Life                    | Cate de 12 años   |
| 2017 | Handsome                     | Carys Vanderwheel |
| 2020 | Haunting of the Mary Celeste | Jennifer / Sophia |

### Papeles de voz en televisión
| Año       | Título                          | Papel                                                       | Notas                                      |
| --------- | ------------------------------- | ----------------------------------------------------------- | ------------------------------------------ |
| 2011–2016 | Adventure Time                  | Niños caramelo / Chica caramelo / Joven Marceline / Jamaica | 5 episodios                                |
| 2011      | The Cleveland Show              | Chica                                                       | Episodio: "Die Semi-Hard"                  |
| 2012      | Kung Fu Panda: la leyenda de Po | Zan                                                         | Episodio: "Kung Fu Day Care"               |
| 2014      | Clarence                        | Amy                                                         | Episodio: "A Pretty Great Day with a Girl" |
| 2015      | Stakes                          | Joven Marceline, Niña con sombrero de conejo                |                                            |

### Papeles de acción en vivo en televisión
| Año        | Título                                   | Papel            | Notas                            |
| ---------- | ---------------------------------------- | ---------------- | -------------------------------- |
| 2010       | The Sarah Silverman Program              | Little Laura     | Episodio: "Smellin' of Troy"     |
| 2010       | Mentes criminales                        | Hija             | Episodio: "Devil's Night"        |
| 2010       | Weeds                                    | Jessie           | Episodio: "Fran Tarkenton"       |
| 2010–2011  | Pretend Time                             | Creepios Girl    | 2 episodios                      |
| 2011       | Harry's Law                              | Caitlyn Faulkner | 2 episodios                      |
| 2011       | Outnumbered                              | Lucy Tulley      | Película de televisión           |
| 2011       | Five                                     | Young Pearl      | Película de televisión           |
| 2012       | Southland                                | Candace Hanson   | Episodio: "God's Work"           |
| 2015       | Mad Men                                  | Susie            | Episode: "Time & Life"           |
| 2015, 2017 | Agents of S.H.I.E.L.D.                   | Katya Belyakov   | 2 episodios                      |
| 2015       | Fresh Off the Boat                       | Fake Kate        | Episodio: "Family Business Trip" |
| 2015       | My Stepdaughter                          | Lydia            | Película de televisión           |
| 2015–2016  | American Horror Story: Hotel             | Madeleine        | 4 episodios                      |
| 2015–2017  | Crazy Ex-Girlfriend                      | Young Rebecca    | Recurrente, 6 episodios          |
| 2016       | Érase una vez                            | Joven Regina     | Episodio: "Sisters"              |
| 2017       | Wet Hot American Summer: Ten Years Later | Jenny            | 2 episodios                      |
| 2018       | Alex & Me                                | Gia              | Película de televisión           |
| 2019       | 9-1-1                                    | Charlotte        | 2 episodios                      |

### Videojuegos
| Año  | Título                       | Papel | Notas |
| ---- | ---------------------------- | ----- | ----- |
| 2011 | Kinect Disneyland Adventures |       |       |
| 2012 | Medal of Honor: Warfighter   | Bella |       |